# Staré Hory
Staré Hory és un poble i municipi d'Eslovàquia que es troba a la regió de Banská Bystrica.

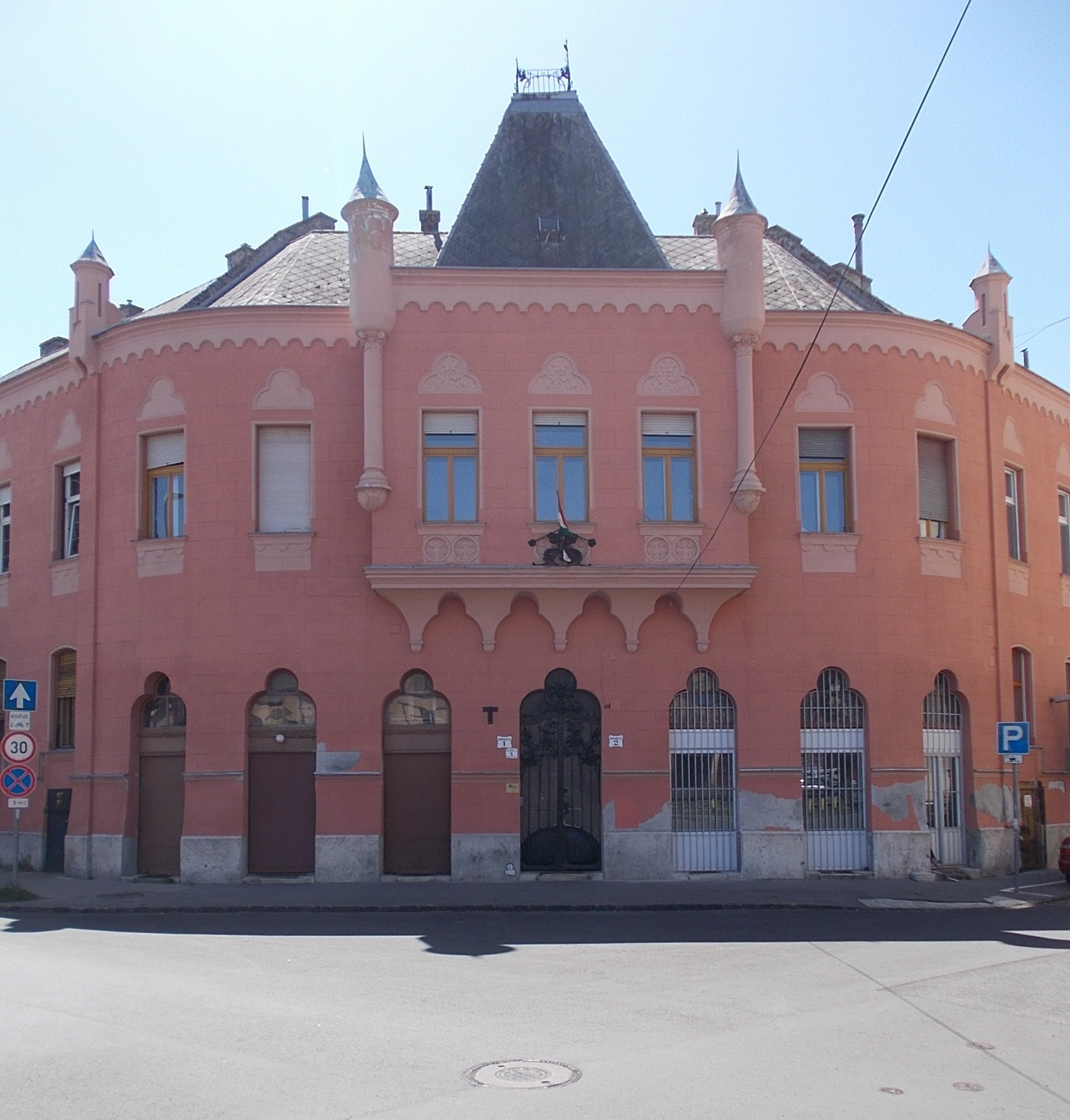
Óhegy, Gergely utca 1

## Història
La primera menció escrita de la vila es remunta al 1536.

## Demografia
| Godina             | 1994 | 2004   | 2014    | 2024   |
| ------------------ | ---- | ------ | ------- | ------ |
| Nombre de persones | 438  | 469    | 554     | 582    |
| Diferència         |      | +7,07% | +18,12% | +5,05% |

| Godina             | 2023 | 2024   |
| ------------------ | ---- | ------ |
| Nombre de persones | 572  | 582    |
| Diferència         |      | +1,74% |